# Glasgow North West (circonscription du Parlement britannique)
Glasgow North West est une circonscription électorale britannique située en Écosse.